# 姚協于
姚协于，直隶乐亭县人，清朝政治人物，同進士出身。
康熙四十五年丙戌科（1706年），登進士。任会稽县知县。